# Papagayos
Papagayos är en ort i Mexiko.   Den ligger i kommunen Ciudad del Maíz och delstaten San Luis Potosí, i den centrala delen av landet, 300 km norr om huvudstaden Mexico City. Papagayos ligger 1 003 meter över havet och antalet invånare är 297.
Terrängen runt Papagayos är huvudsakligen kuperad, men norrut är den bergig. Runt Papagayos är det glesbefolkat, med 11 invånare per kvadratkilometer. Närmaste större samhälle är Ciudad del Maiz, 15,7 km väster om Papagayos. I omgivningarna runt Papagayos växer huvudsakligen savannskog.